# ニューヨーク植物園
ニューヨーク植物園（New York Botanical Garden、NYBG）は、アメリカ合衆国のニューヨーク市ブロンクス区のブロンクス公園内に所在する植物園。世界でも先端的な植物学研究所を持っている。面積は約100ヘクタール、年間を通して大規模な展示会やフラワーフェスティバルが開かれ、年間80万人が訪れている。

## 植物園の使命
ニューヨーク植物園は、植物の世界の代弁者となることを目指している。植物園は、その使命をアメリカ国民にとっての歴史的なランドマークを横断して広がる庭園や景観の中に収集された生きた植物たちの博物館としての役割、また園芸作物や植物学についての分かりやすい教育プログラムや世界的なレベルの植物学研究所の研究プログラムを通して果たそうとしている。

## 歴史
1891年に設立された。植物園一帯の土地はタバコ会社の所有者、ピエール・ロリラードらの、ロリラード家の所有地であったのをニューヨーク市が動物園、植物園の設立のために買収した。ロリラードの屋敷のあった場所はセントジョン・カレッジ（現在のフォーダム大学）のキャンパスの東端部分となった。植物園設立の資金は、トリー植物クラブ（Torrey Botanical Club）とコロンビア大学の植物学者、ナサニエル・ロード・ブリトンとその妻らが行った募金活動で集められた。植物園は1967年に国定歴史建造物に指定された。

## 敷地

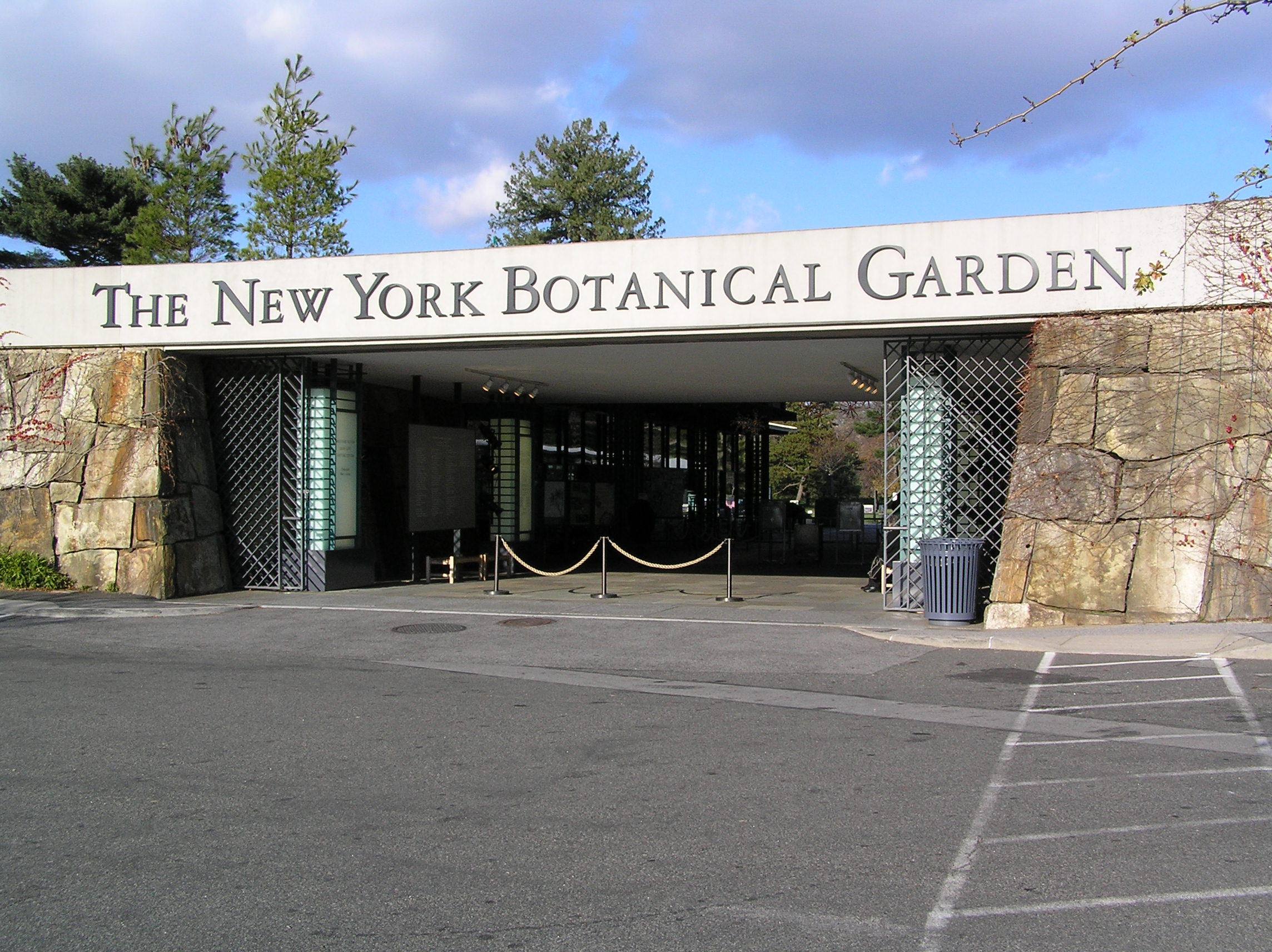
中央入場口

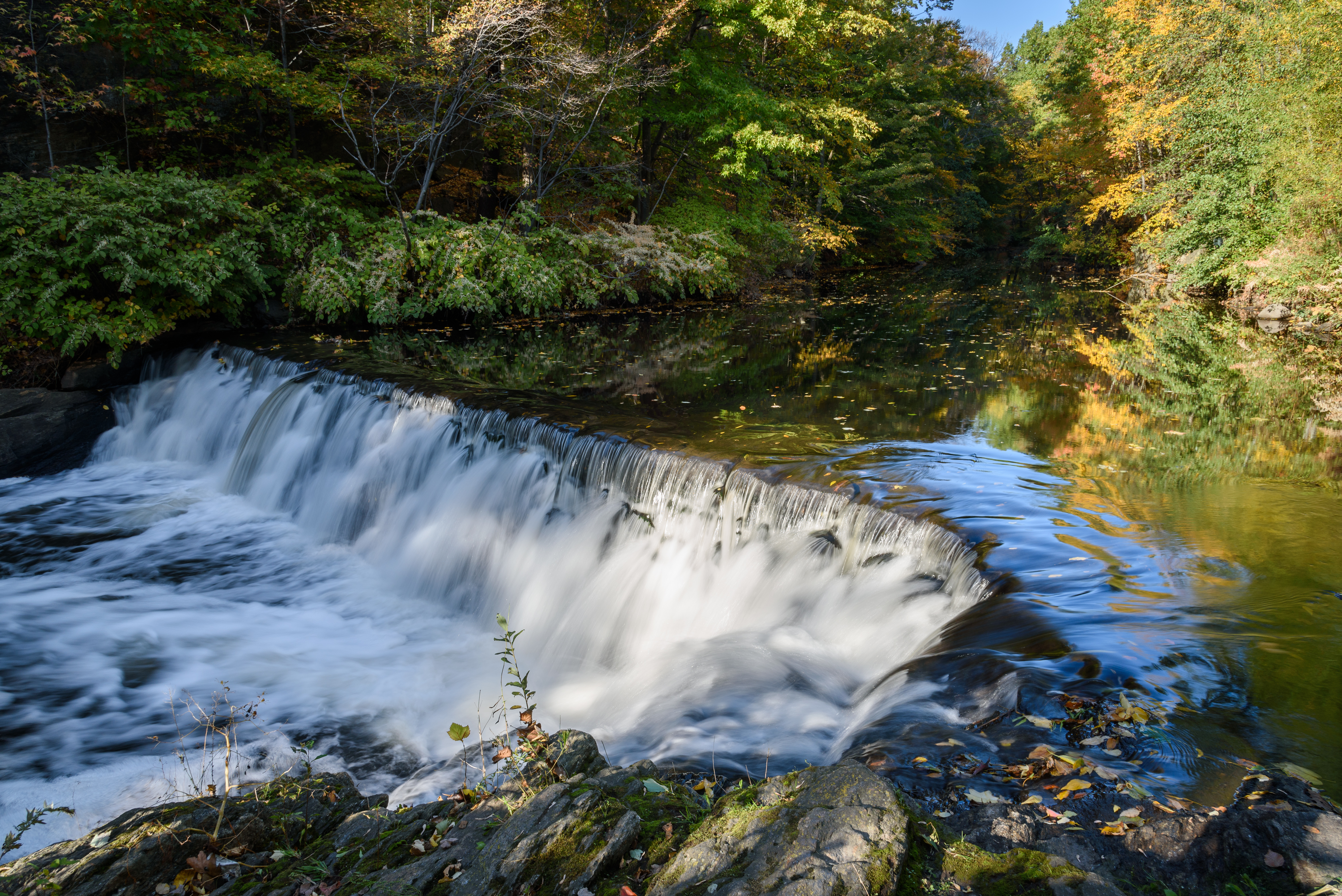
ブロンクス川の途中の滝

植物園は、ニューヨーク、ブロンクス区の南ブールバード2,900にあり、50もの庭園と植物の収集がある。見学者は、涼しげな滝や湿地帯、あるいはニューヨークの元々の一度も伐採されたことのない原生林、オーク、アメリカブナの木、チェリー、カバノキ、アメリカトネリコの木々が生い茂り、一部は2世紀以上の歴史を持っているものを眺めて時を過ごすこともできる。

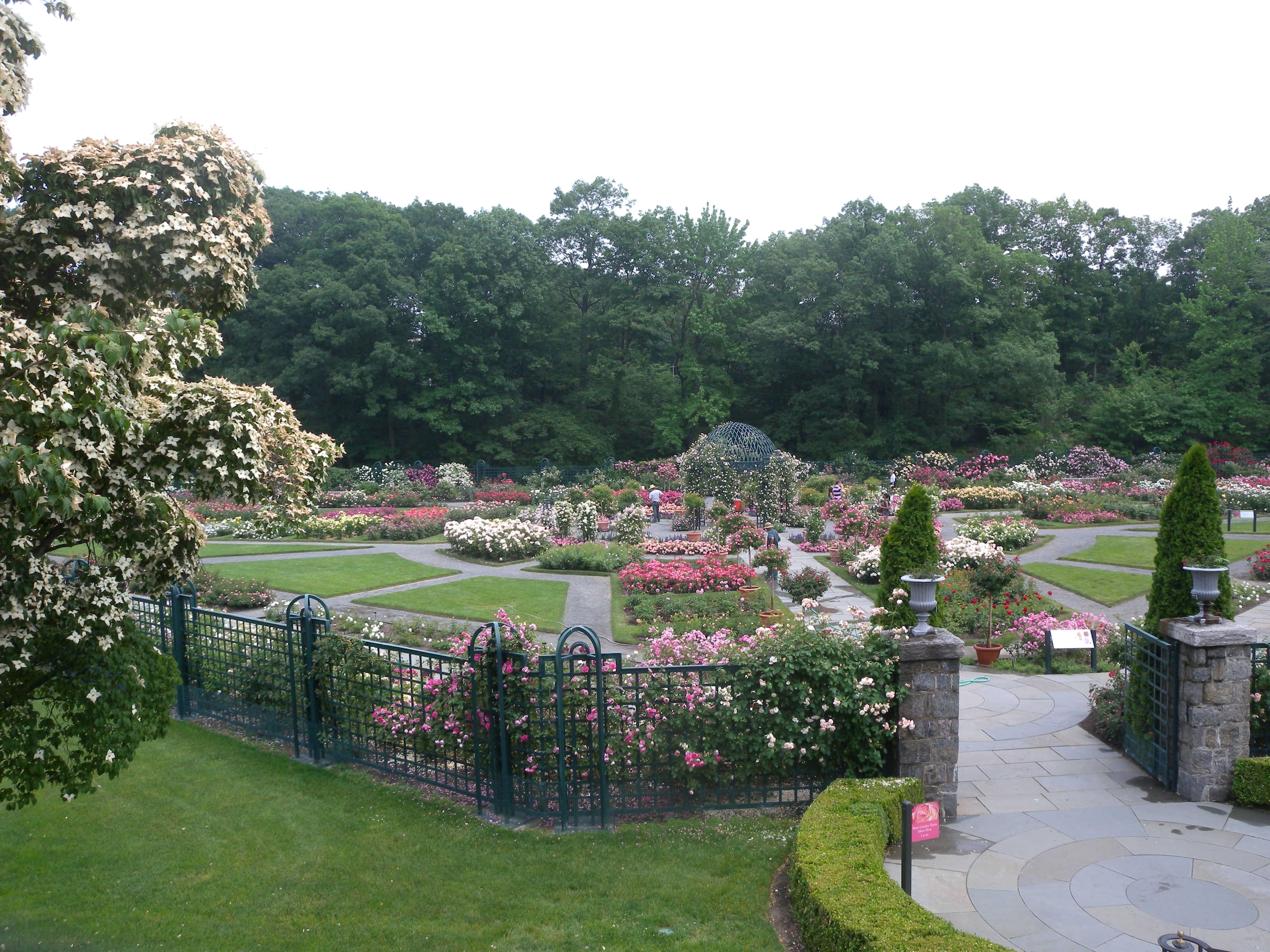
バラ園

庭園の一番の呼び物は、1890年代のビンテージものの鉄の枠組みによる「水晶宮」ふうの温室で、これはロード&バーナムの製作になるもので、今はハウプト・コンザーバトリーが管理している。ペギー・ロックフェラーバラ園は、1916年にもともとはベアトリス・フェランドーによって作られたもの、石の庭園は37エーカーあり、コニファーの収集がある、広報センターを含む拡張研究部門や550,000冊を擁する図書館、そして3世紀以上も遡る700万以上の植物の種子を集めた植物標本室など見るべきものは多い。植物園の中心には、50エーカーほどの古い巨木の森があり、その中でも最大のものは17世紀に最初のヨーロッパからの植民者たちが到来する以前にニューヨークの地を覆っていた原生林の生き残りである。森そのものはブロンクス川によって左右に分けられ、渓谷や急流がつくられている。その川岸沿いに1840年に建てられたロリラード・スナッフ水車という名で知られるランドマーク、ストーン・ミルがある。